# فليكس راي
فليكس راي (بالإنجليزية: FlexRay)‏ هو نظام توصيل حديث في ميدان صناعة السيارات يطور من قبل شركة فلكس راي. يتمتع نظام توصيل فليكس راي بتدفق عال يصل إلى 10 ميغابيتز في الثانية بالإضافة إلى تحصينه ضد الأخطاء. وكانت أول سيارة تعتمد على هذا التوصيل سيارة بي أم في إكس 5. تشترك العديد من الشركات في اتحاد فليكس راي وتعمل على تطويره ومن أهم هذه الشركات:
- دايملر
- فولكس فاجن
- شركة بوش
- موتورولا